# Bevakningsbåt typ 88
Bevakningsbåt typ 88 är en fartygsklass som sedan 2018 ingår i svenska marinen. Fartygsklassen består av fem bevakningsbåtar av Tapper-klass som modifierades under perioden 2015–2020. Fartygen ingår i 17. Bevakningsbåtkompaniet som tillhör Älvsborgs amfibieregemente, (Amf4) med stationering vid Göteborgs garnison.

## Bakgrund
Bevakningsbåt typ 80 var ett fartyg som togs fram för Kustartilleriet i början av 1990-talet i syfte att förstärka marinens ubåtsjaktförmåga. Fartygsserien omfattade 12 fartyg som levererades till Marinen mellan 1992 och 1999. Fartygen byggdes av Djupviks varv på Tjörn.
Sex stycken av fartygen är ombyggda till Spaningsbåt typ 82 Djärv och är organiserade under Tredje och Fjärde sjöstridsflottiljerna.
Fem av fartygen är ombyggda till Bevakningsbåt typ 88. Dessa är HMS Rapp, Stolt, Ärlig, Munter och Orädd. Samtliga fem fartyg är återlevererade och är fullt operativa i Försvarsmakten sedan hösten 2020.

## Livstidsförlängning 2015–2020
Under ombyggnationen till den nya fartygsklassen utrustades fartygen med nya huvudmaskiner av märket MTU för framdrivning samt nya hjälpmotorer för kraftförsörjning. Nytt ledningssystem och nya sambandssystem installerades. Ny aktiv skrovfast sonar (HMS) från norska tillverkaren Kongsberg tillfördes och en ny ROV av modell ROV I-2 sattes ombord. Ny bestyckning tillfördes i form av en Vapenstation Amfibie vilket är försvarsmaktens namn på SAAB:s Trackfire. Dessutom förlängdes fartygets manöverbrygga med ca 1 meter.

## Uppgifter
Bevakningsbåt typ 88 har inomskärs ubåtsjakt som huvuduppgift. För att spana under ytan använder sig fartyget huvudsakligen av en skrovfast sonar. Utöver detta bär fartyget även en undervattensfarkost för att ytterligare kunna undersöka objekt under ytan.
Vid sidan av ubåtsjakten löser bevakningsbåten en mängd andra uppgifter t.ex. sjöövervakning, minering, bevakning, eskort och understöd.